# Шульга, Валерий Павлович
Валерий Павлович Шульга (26 августа 1950 – 17 января 2021) – живописец, график, художник-сценограф, театральный художник, заслуженный художник Республики Тыва (1992), заслуженный художник Российской Федерации (2006).

## Биография
Валерий Павлович Шульга родился 26 августа 1950 года на Украине в г. Горловка Донецкой области. Семья переехала на Алтай, в город Камень-на-Оби, где Валерий Павлович окончил школу. После окончании школы до призыва в ряды Советской Армии Валерий Шульга работал художником в Канском Доме культуры. Отслужив положенный срок, Валерий Павлович Шульга вернулся к своему увлечению искусством и начал работать ретушером-портретистом в Барнауле, затем в 1972 году поступил в Красноярское художественное училище имени В. И. Сурикова. Успешно окончив училище в 1976 году, он поочередно работал художником-декоратором, а затем художником-постановщиком в Канском драматическом театре, в драматическом театре г. Кинешма, в Талды-Курганском драматическом областном  театре Казахстана. Так начался его путь театрального художника, и в настоящее время он более известен в России и за рубежом именно как театральный художник. В Туву Валерий Павлович Шульга прибыл в 1982 году по приглашению главного режиссера Тувинского музыкально-драматического театра имени Виктора Кок-оола Оюна Сиин-оола Лакпаевича и начал работать главным художником театра. За эти 1980-2012 гг. Валерий Шульга оформил, как  художник-постановщик более 60 спектаклей. Много лет работал в Театре юных зрителей г. Кызыла в содружестве с А. Л. Чадамба.
Умер 17 января 2021 года.

## Деятельность
В. П. Шульга – прекрасный живописец. Его станковые картины трудно комментировать, в них надо вживаться и сопереживать с изображенными образами. На холстах чувствуется полет фантазии, многообразие творческого воображения. Выставочная деятельность началась в 1992 году с вернисажа художников-авангардистов Тувы в Доме художника города Кызыла, затем художественные выставки в Омске, Нижнем Новгороде. Первая персональная выставка произведений В. П. Шульги состоялась в 2001 году. Совместная работа с А. К. Ооржаком, главным режиссером нашего театра, принесла В. П. Шульге наибольшую известность и творческое вдохновение. Он – художник-постановщик таких его известных спектаклей, как "Хайыраан бот" В. Ш. Кок-оола, "Кто ты, Субедей?", "Вернись, мой друг, вернись!" Э. Б. Мижита, "Игроки" Н. В. Гоголя, "Вишневый сад" А. П. Чехова, "Дон Кихот" М. де Сервантеса, "Король Лир" У. Шекспира. Макеты декораций к эим спектаклям были представлены на выставке в 2010 году. В. П. Шульга – неоднократный участник региональных и международных фестивалей: "Туганлык" (Уфа, 1996), "Сибирский транзит" (Красноярск, 2005), "Золотой витязь" (Минск, 2005). В 2012 году переехал в г. Сочи.

## Награды и звания
- Заслуженный художник Российской Федерации (2006).
- Заслуженный художник Республики Тыва (1992).
- Памятный юбилейный знак «65 лет Победы» (2011, Республика Тыва)[3].
- Театральные работы Валерия Шульги признавались и признаются лучшими на многих межрегиональных, всероссийских и международных фестивалях. В 1996 году на Международном фестивале театров тюркоязычных народов “Туганлык”, состоявшемся в г. Уфа, его работа в спектакле “Кара и Седип” по пьесе классика тувинской драматургии В. Кок-оола “Хайыраан бот” (режиссер Алексей Ооржак) удостоена приза “За лучшее сценографическое воплощение спектакля”[4], а в 1998 году на Международном фестивале “Науруз”, проходившем в г. Казань, также завоевала приз “За лучшую сценографию”. А его работа художника-постановщика спектакля “Король Лир” (режиссер Алексей Ооржак) в 2005 году отмечена премией “За лучшую сценографию” Межрегионального фестиваля “Сибирский транзит” (г. Красноярск), дипломом “За лучший сценический костюм” Международного театрального форума “Золотой витязь” ( г. Минск), а в 2006 году – дипломом “Лучшая сценография” самой главной театральной премии страны – Российской Национальной театральной премии и фестиваля “Золотая маска”.

## Основные произведения
1.  Арбузная косточка. Холст, масло.
2.  Вести из Парижа. Холст, масло.
3.  Глафира. Холст, масло.
4.  Дядя Вася с водокачки. Холст, масло.
5.  Зооморфия. Холст, масло.
6.  Иуда. Холст, масло.
7.  Макет декорации к спектаклю “Дон Кихот”.
8. Макет декорации к спектаклю “Эгил, эжим, эгил!
9.  Оазис. Холст, масло.
10.  Сам дурак. Холст.